# (34917) 4616 P-L
4616 P-L (asteroide 34917) é um asteroide da cintura principal. Possui uma excentricidade de 0.18845260 e uma inclinação de 3.17785º.
Este asteroide foi descoberto no dia 24 de setembro de 1960 por Cornelis Johannes van Houten e Ingrid van Houten-Groeneveld e Tom Gehrels em Palomar.